# Nigel Boogard
Nigel Boogard (Sydney, 14 agosto 1986) è un ex calciatore australiano, di ruolo difensore.

## Palmarès
- Campionato australiano: 1

Central Coast Mariners: 2008